# بول جملا
بول جملا (بالبولندية: Paweł Gamla)‏ هو لاعب كرة قدم بولندي في مركز الدفاع، ولد في 6 أغسطس 1976 في لوبلين في بولندا. لعب مع بياست غليفيتسه.